# Rudolf Belin
Rudolf Belin (ur. 4 listopada 1942 w Zagrzebiu) – chorwacki piłkarz grający na pozycji napastnika. W swojej karierze rozegrał 29 meczów w reprezentacji Jugosławii, w których strzelił 6 goli.

## Kariera klubowa
Karierę piłkarską Belin rozpoczął w klubie Jedinstvo Zagrzeb. Następnie został zawodnikiem Dinama Zagrzeb. W sezonie 1960/1961 zadebiutował w nim w pierwszej lidze jugosłowiańskiej. W Dinamie grał do końca sezonu 1969/1970. Wraz z Dinamem czterokrotnie wywalczył wicemistrzostwo kraju w latach 1963, 1966, 1967 i 1969. Trzykrotnie zdobył Puchar Jugosławii w latach 1963, 1965 i 1969. W swojej karierze dwukrotnie wystąpił w finałach Pucharu Miast Targowych. W 1963 roku Dinamo uległo Valencii (1:2, 0:2), a w 1967 roku zdobyło ten puchar zwyciężając Leeds United (2:0, 0:0).
W 1970 roku Belin wyjechał z Jugosławii do Belgii i został zawodnikiem pierwszoligowego Beerschotu Antwerpia. W sezonie klubie tym grał przez dwa lata. Po sezonie 1971/1972 zakończył karierę piłkarską.
| Sezon   | Klub           | Kraj       | Rozgrywki     | Mecze | Bramki |
| ------- | -------------- | ---------- | ------------- | ----- | ------ |
| 1960/61 | Dinamo Zagrzeb | Jugosławia | Prva liga     | 1     | 0      |
| 1961/62 | Dinamo Zagrzeb | Jugosławia | Prva liga     | 3     | 0      |
| 1962/63 | Dinamo Zagrzeb | Jugosławia | Prva liga     | 25    | 4      |
| 1963/64 | Dinamo Zagrzeb | Jugosławia | Prva liga     | 24    | 1      |
| 1964/65 | Dinamo Zagrzeb | Jugosławia | Prva liga     | 27    | 7      |
| 1965/66 | Dinamo Zagrzeb | Jugosławia | Prva liga     | 8     | 0      |
| 1966/67 | Dinamo Zagrzeb | Jugosławia | Prva liga     | 12    | 3      |
| 1967/68 | Dinamo Zagrzeb | Jugosławia | Prva liga     | 30    | 4      |
| 1968/69 | Dinamo Zagrzeb | Jugosławia | Prva liga     | 29    | 12     |
| 1969/70 | Dinamo Zagrzeb | Jugosławia | Prva liga     | 32    | 6      |
| 1970/71 | Beerschot VAC  | Belgia     | Eerste klasse | 20    | 0      |
| 1971/72 | Beerschot VAC  | Belgia     | Eerste klasse | 12    | 1      |

## Kariera reprezentacyjna
W reprezentacji Jugosławii Belin zadebiutował 27 października 1963 roku w przegranym 1:2 towarzyskim z Rumunią. W 1964 roku zagrał na Igrzyskach Olimpijskich w Tokio i strzelił na nich 4 gole. W 1968 roku został powołany do kadry Jugosławii na Mistrzostwa Europy 1968. Na tym turnieju był rezerwowym i nie wystąpił w żadnym meczu. Z Jugosławią wywalczył wicemistrzostwo Europy. W reprezentacji Jugosławii od 1963 do 1969 roku rozegrał 29 spotkań, w których strzelił 6 bramek.
| Mecze i gole w reprezentacji | Mecze i gole w reprezentacji | Mecze i gole w reprezentacji | Mecze i gole w reprezentacji | Mecze i gole w reprezentacji | Mecze i gole w reprezentacji | Mecze i gole w reprezentacji |
| #                            | Data                         | Stadion                      | Rywal                        | Wynik                        | Gol                          | Rozgrywki                    |
| 1963                         | 1963                         | 1963                         | 1963                         | 1963                         | 1963                         | 1963                         |
| ---------------------------- | ---------------------------- | ---------------------------- | ---------------------------- | ---------------------------- | ---------------------------- | ---------------------------- |
| 1.                           | 27.10.1963                   | Bukareszt, Rumunia           | Rumunia                      | 1:2                          | 0                            | towarzyski                   |
| 2.                           | 03.11.1963                   | Zagrzeb, Jugosławia          | Czechosłowacja               | 2:0                          | 0                            | towarzyski                   |
| 1964                         |                              |                              |                              |                              |                              |                              |
| 3.                           | 18.03.1964                   | Sofia, Bułgaria              | Bułgaria                     | 1:0                          | 0                            | towarzyski                   |
| 4.                           | 01.04.1964                   | Nisz, Jugosławia             | Bułgaria                     | 1:0                          | 0                            | towarzyski                   |
| 5.                           | 17.05.1964                   | Praga, Czechosłowacja        | Czechosłowacja               | 3:2                          | 0                            | towarzyski                   |
| 6.                           | 17.06.1964                   | Belgrad, Jugosławia          | Rumunia                      | 1:2                          | 0                            | towarzyski                   |
| 7.                           | 23.09.1964                   | Belgrad, Jugosławia          | Europa                       | 2:7                          | 0                            | towarzyski                   |
| 8.                           | 13.10.1964                   | Jokohama, Japonia            | Maroko                       | 3:1                          | 2                            | IO 1964                      |
| 9.                           | 15.10.1964                   | Tokio, Japonia               | Węgry                        | 5:6                          | 2                            | IO 1964                      |
| 10.                          | 18.10.1964                   | Tokio, Japonia               | NRD                          | 0:1                          | 1                            | IO 1964                      |
| 11.                          | 20.10.1964                   | Osaka, Japonia               | Japonia                      | 6:1                          | 0                            | IO 1964                      |
| 12.                          | 22.10.1964                   | Osaka, Japonia               | Rumunia                      | 0:3                          | 0                            | IO 1964                      |
| 13.                          | 28.10.1964                   | Tel Awiw-Jafa, Izrael        | Izrael                       | 0:2                          | 0                            | towarzyski                   |
| 14.                          | 22.11.1964                   | Belgrad, Jugosławia          | ZSRR                         | 1:1                          | 0                            | towarzyski                   |
| 1965                         |                              |                              |                              |                              |                              |                              |
| 15.                          | 18.04.1965                   | Belgrad, Jugosławia          | Francja                      | 1:0                          | 0                            | el. MŚ 1966                  |
| 16.                          | 16.06.1965                   | Oslo, Norwegia               | Norwegia                     | 0:3                          | 0                            | el. MŚ 1966                  |
| 17.                          | 09.10.1965                   | Belgrad, Jugosławia          | Francja                      | 0:1                          | 0                            | el. MŚ 1966                  |
| 1967                         |                              |                              |                              |                              |                              |                              |
| 18.                          | 01.11.1967                   | Rotterdam, Holandia          | Holandia                     | 2:1                          | 1                            | towarzyski                   |
| 1968                         |                              |                              |                              |                              |                              |                              |
| 19.                          | 24.04.1968                   | Belgrad, Jugosławia          | Francja                      | 5:1                          | 0                            | el. ME 1972                  |
| 20.                          | 27.04.1968                   | Bratysława, Czechosłowacja   | Czechosłowacja               | 0:3                          | 0                            | towarzyski                   |
| 21.                          | 25.09.1968                   | Belgrad, Jugosławia          | Finlandia                    | 9:1                          | 0                            | el. MŚ 1970                  |
| 22.                          | 27.10.1968                   | Belgrad, Jugosławia          | Hiszpania                    | 0:0                          | 0                            | el. MŚ 1970                  |
| 23.                          | 17.12.1968                   | Rio de Janeiro, Brazylia     | Brazylia                     | 3:3                          | 0                            | towarzyski                   |
| 24.                          | 19.12.1968                   | Belo Horizonte, Brazylia     | Brazylia                     | 2:3                          | 0                            | towarzyski                   |
| 25.                          | 22.12.1968                   | Mar del Plata, Argentyna     | Argentyna                    | 1:1                          | 0                            | towarzyski                   |
| 1969                         |                              |                              |                              |                              |                              |                              |
| 26.                          | 26.02.1969                   | Split, Jugosławia            | Szwecja                      | 2:1                          | 0                            | towarzyski                   |
| 27.                          | 03.09.1969                   | Belgrad, Jugosławia          | Rumunia                      | 1:3                          | 0                            | towarzyski                   |
| 28.                          | 24.09.1969                   | Belgrad, Jugosławia          | ZSRR                         | 1:3                          | 0                            | towarzyski                   |
| 29.                          | 19.10.1969                   | Skopje, Jugosławia           | Belgia                       | 4:0                          | 0                            | el. MŚ 1970                  |

## Kariera trenerska
Po zakończeniu kariery Belin został trenerem. Trzykrotnie prowadził Dinamo Zagrzeb, a także był trenerem kanadyjskiego Toronto Croatia. W 2001 roku był selekcjonerem reprezentacji Iraku.